# Yukon (Oklahoma)
Yukon – miasto w Stanach Zjednoczonych, w stanie Oklahoma, w hrabstwie Canadian.